# برنامه ۸۶۳
برنامه 863 (چینی ساده: ۸۶۳计划) یا طرح توسعه فناوری پیشرفته دولتی (چینی ساده: 国家高技术研究发展计划) برنامه ای بود که توسط دولت جمهوری خلق چین تأمین مالی و اداره می‌شد و هدف آن تحریک توسعه فناوری‌های پیشرفته در طیف گسترده‌ای از زمینه‌ها به منظور مستقل کردن چین از تعهدات مالی برای فناوری‌های خارجی بود. این طرح از ابتکار دفاع استراتژیک پیشنهاد شده توسط رئیس‌جمهور ایالات متحده رونالد ریگان در سال ۱۹۸۳ الهام گرفته شد و در سال ۲۰۱۶ به پایان رسید.
در ۳ مارس ۱۹۸۶، این برنامه توسط وانگ داهنگ، وانگ گانچانگ، یانگ جیاچی و چن فانگیون در نامه ای به رهبر ارشد چین، دنگ شیائوپینگ، پیشنهاد شد، که در عرض ۲ روز برنامه را تأیید کرد. این برنامه در ابتدا توسط ژائو زیانگ، که در آن زمان نخست‌وزیر چین بود، رهبری شد و در سال ۱۹۸۶ ۱۰ میلیارد یوان بودجه دولتی دریافت کرد که ۵ درصد از کل هزینه‌های دولت در آن سال را تشکیل می‌داد.
از جمله محصولاتی که از برنامه ۸۶۳ حاصل شده‌اند می‌توان به خانواده پردازنده‌های کامپیوتری لونگ سان (با نام اصلی پسر خدا Godson)، ابررایانه‌های تیان هه و فضاپیمای شنژو اشاره کرد

## تاریخچه
برنامه ۸۶۳ که از تاریخ تأسیس آن (مارس ۱۹۸۶، ۳/۸۶ با فرمت تاریخ چینی) نامگذاری شد، در نامه ای به دولت چین توسط دانشمندان وانگ داهنگ، وانگ گانچانگ، یانگ جیاچی و چن فانگیون پیشنهادشد و توسط دنگ شیائوپینگ تأیید شد. . پس از اجرای آن در برنامه پنج ساله هفتم، این برنامه از طریق دو برنامه پنج ساله پس از آن، با تأمین مالی دولتی حدود ۱۱ میلیارد یوان و خروجی حدود ۲۰۰۰ پتنت (ملی و بین‌المللی) به فعالیت خود ادامه داد.
بر اساس این طرح، قرار بود حدود ۲۰۰ میلیارد دلار برای فناوری اطلاعات و ارتباطات هزینه شود که ۱۵۰ میلیارد دلار آن برای مخابرات در نظر گرفته شده‌است. در سال ۱۹۹۶ حوزه فناورانه کلیدی فناوری دریایی اضافه شد. اجرا در برنامه پنج ساله هفتم صورت گرفت و در دوره دهم که از سال ۱۳۸۰ تا ۱۳۸۴ به طول انجامید، به روز رسانی انجام شد.
در سال ۲۰۰۱، بر اساس برنامه پنج ساله دهم، این برنامه با مشورت کارشناسان خارجی مورد ارزیابی مجدد قرار گرفت. نتیجه، تمرکز گسترده‌تر برای تقویت رقابت‌پذیری چین در اقتصاد جهانی بود. عمل ارزیابی به عنوان یک سیستم مدیریت پروژه در برنامه گنجانده شده‌است.
در یک پرونده قضایی در سال ۲۰۱۱، دانشمند چینی الاصل هوانگ زوئه به سرقت اسرار تجاری از شرکت‌های مستقر در ایالات متحده و انتقال حداقل برخی از این اطلاعات به برنامه ۸۶۳ مجرم شناخته شد.

## طرح کلی
این برنامه در ابتدا بر هفت زمینه کلیدی فناوری متمرکز بود:
- بیوتکنولوژی
- فضا
- فناوری اطلاعات
- تکنولوژی لیزر
- اتوماسیون
- انرژی
- مواد جدید

از سال ۱۹۸۶، دو رشته دیگر زیر چتر برنامه قرار گرفته‌است:
- مخابرات (۱۹۹۲)
- فناوری دریایی (۱۹۹۶)